# Алебрихес де Оахака
«Алебри́хес де Оаха́ка» (исп. Alebrijes de Oaxaca) — мексиканский футбольный клуб из города Оахака-де-Хуарес, штата Оахака, в настоящее время выступающий в Ассенсо МХ, второй по уровню в системе футбольных лиг Мексики. Домашние матчи команда будет проводить на стадионе «Текнологико де Оахака», открытие которого запланировано на начало 2016 года. В случае если клуб получит повышение в Примеру вместимость стадиона планируют увеличить до 25 000 человек, если этого не произойдёт, то она составит 15 200 зрителей.
История «Алебрихес де Оахака» берёт своё начало в 2012 году, когда клуб «Текамачалько» выиграл Второй дивизион Мексики (третий уровень в системе лиг) и получил право выступать в Ассенсо МХ. Но «Текамачалько» не обладал инфраструктурой, позволявшей выступать на этом уровне. В итоге владельцы франшизы клуба получили поддержку у властей Оахаки и группы местных предпринимателей во главе с Карлосом Охедой Ларедо. 10 декабря 2012 года Дечио де Мария, президент Федерации футбола Мексика, объявил о том, что новый клуб из Оахаки будет выступать в Ассенсо МХ с сезона 2013/2014. Команда получила название «Алебрихес» (ярко раскрашенные мексиканские народные игрушки, изображающие фантастических зверей).
Первый матч «Алебрихес де Оахака» в Ассенсо МХ сыграла 20 июля 2013 года, расписав домашнюю результативную (2:2) ничью с командой «Атлетико Сан-Луис», для которого эта игра стала также дебютной в Ассенсо МХ. «Алебрихес де Оахака» не проигрывала на протяжении первых 7 матчей в дебютном для себя сезоне и заняла по итогам регулярного чемпионата Апертуры 2013 первое место в Ассенсо МХ, а её парагвайский нападающий Густаво Рамирес с 11 мячами стал лучшим бомбардиром турнира. Но в полуфинале последовавшего плей-офф «Алебрихес де Оахака» уступила «Леонес Негрос» (0:1 в гостях и 2:2 дома), не сумев в конце ответной встречи удержать преимущество в 2 мяча. Удачным также выдался и дебют «Алебрихес де Оахака» в Кубке Мексики, в котором она стала лучшей командой группового турнира в Апертуре 2013. В группе она обыгрывала клубы Примеры «Пачуку» и «Веракрус», но, пройдя в четвертьфинале «Мериду», уступила по пенальти в полуфинале «Атласу». В Клаусуре 2014 «Алебрихес де Оахака» заняли 5-е место в регулярном чемпионате и уступили в полуфинале команде «Коррекаминос». В Кубке Мексики же команда вновь стала одной из лучших на групповой стадии. Далее, одолев соответственно в 1/4 и 1/2 финала команды Примеры «Керетаро» и «Пачуку», «Алебрихес де Оахака» вышла в финал Клаусуры 2014 Кубка Мексики. 9 апреля 2014 года, в поединке за трофей, она была разгромлена командой «УАНЛ Тигрес» со счётом 0:3.
Апертуру 2014 Ассенсо МХ «Алебрихес де Оахака» бесславно закончила на 10-м месте, в Клаусуре 2015 команде удалось зацепиться за зону плей-офф, но в 1/4 финала Лигильи она уступила будущему победителю «Дорадос де Синалоа».
В Апертуре 2015 Ассенсо МХ «Алебрихес де Оахака» заняла 3-е место и вылетела в 1/4 финала Лигильи, умудрившись после уверенной (2:0) гостевой победы крупно (1:4) уступить клубу «Атланте». После 11 тура этого же турнира должность главного тренера команды оставил Рикардо Райас, занимавший этот пост со времени образования команды. В Апертуре 2015 Кубка Мексики «Алебрихес де Оахака» уверенно заняла первое место в группе с клубами Примеры «УНАМ Пумас» и «Чьяпас», но была разгромлена (0:3) в 1/4 финала «Толукой»

## Достижения
- Финалист Кубка Мексики (1): Клаусура 2014